# Catarina Rebelo
Catarina de Oliveira Lopes Rebelo (Lisboa, 14 de outubro de 1997) é uma atriz portuguesa.
Estreou-se com 9 anos na telenovela juvenil "Chiquititas" em 2007 na SIC, onde interpretava "Anita" uma das órfãs do "Lar do Monte". 
Aos 19 anos já tinha participado em sete produções televisivas, num filme e numa peça de teatro.
Em televisão, destacam-se as participações nas telenovelas internacionalmente premiadas como Mar Salgado (2014) ou Amor Maior (2016).

## Filmografia

### Cinema
- 2011 - Verão Invencível (Curta-Metragem) - Joana
- 2012 - Jogos Cruéis - Marta
- 2016 - A Mãe É que Sabe [4] - Daniela

### Televisão
| Ano        | Projeto             | Papel                                         | Notas                 | Canal      | Ref.         |
| ---------- | ------------------- | --------------------------------------------- | --------------------- | ---------- | ------------ |
| 2007       | Chiquititas         | Anita Santos "Anita"                          | Elenco Infantil       | SIC        | [ 5 ]        |
| 2008- 2009 | Feitiço de Amor     | Maria Sacramento                              | Elenco Infantil       | TVI        | [ 6 ]        |
| 2009       | Ele é Ela           | Olívia                                        |                       | TVI        |              |
| 2011       | Remédio Santo       | Helena (Jovem)                                | Participação Especial | TVI        |              |
| 2013- 2014 | I Love It           | Jéssica Costa                                 | Elenco Principal      | TVI        | [ 7 ]        |
| 2014- 2015 | Mar Salgado         | Frederica Queiroz "Kika"                      | Elenco Principal      | SIC        | [ 8 ]        |
| 2016       | Terapia             | Sofia Cruz                                    | Elenco Principal      | RTP1       | [ 9 ]        |
| 2016- 2017 | Amor Maior          | Marta Arnauth                                 | Elenco Principal      | SIC        | [ 1 ] [ 10 ] |
| 2019       | Amar Depois de Amar | Alice Macedo                                  | Elenco Principal      | TVI        | [ 11 ]       |
| 2020       | Terra Nova          | Mariana                                       |                       | RTP1       |              |
| 2020- 2021 | Amar Demais         | Joana Andreia Campos / Mariana Avelar Goulart | Elenco Principal      | TVI        | [ 12 ]       |
| 2022       | Praxx               | Diana                                         | Elenco Principal      | SIC (OPTO) |              |
| 2023-24    | Queridos Papás      | Ema Valente                                   | Elenco Principal      | TVI        |              |
| 2023       | Emília              | Rosa                                          |                       | RTP1       |              |
| 2025       | A Protegida         | Sofia Ferreira                                | Elenco Principal      | TVI        |              |

### Teatro
- 2019 - Begginers (de Tim Crouch), encenação de Jorge Costa - Lucy [13]

## Nomeações e prémios
- Nomeada na categoria de "Revelação" nos Troféus TV 7 Dias de 2017 por Amor Maior.[14]
- Nomeada na categoria de "Melhor Actriz Secundária" dos "Prémios de Televisão" nos Prémios Áquila (2016) por Amor Maior, numa iniciativa organizada Fénix Associação Cinematogáfica.[10]
- Nomeada na categoria "Revelação" dos "Prémios E! Red Carpet Portugal 2018", atribuídos pelo Canal E! Entertainment.[15]